# Kornyło Mandyczewski
Kornel Stanisław Mandyczewski (ukr. Корнило (Корнель) Мандичевський, Kornyło Mandyczewśkyj; ur. 8 sierpnia 1828 w Peczeniżynie, zm. 19 kwietnia 1914 w Nadwórnej) – greckokatolicki ksiądz, proboszcz i dziekan w Nadwórnej, staroruski polityk i działacz społeczny, prezes Wydziału Powiatowego w Nadwórnej, poseł na galicyjski Sejm Krajowy i do austriackiej Rady Państwa

## Życiorys
Ukończył szkołę ludową w Kołomyji i gimnazjum w Stanisławowie (1849), następnie greckokatolickie Seminarium Duchowne we Lwowie. Po otrzymaniu w 1853 święceń jako ksiądz greckokatolicki był w latach 1853–1857 wikarym w Zarwanicy (pow. Podhajce). Następnie proboszcz w Uhrynowie Dolnym w pow. stanisławowskim (1857–1862), administrator parafii w Zarwanicy (1862–1864) i w Dołhe w pow. trembowlańskim (1864–1865). Przez następne prawie 50 lata był proboszczem w Nadwórnej (1865–1914). W latach 1883–1914 pełnił także funkcję dziekana Dekanatu w Nadwórnej. Od 1887 honorowy kanonik kapituły w Stanisławowie, a następnie honorowy radca konsystorza.
Był członkiem Rady Miejskiej w Nadwórnej (1868-1897). Prezes Miejskiej Rady Szkolnej w Nadwórnej. W latach 1866–1914 z grupy gmin miejskich był członkiem Rady Powiatu i Wydziału Powiatowego w Nadwórnie. Pełnił funkcję zastępcy prezesa (1870–1872) i prezesa Wydziału Powiatowego (1875–1914). Był także od 1870 członkiem powiatowej komisji szacunkowej. Od 1877 członek Okręgowej Rady Szkolnej obejmującej powiaty bohorodczański i nadwórniański, od 1888 jej wiceprezes. Założyciel Powiatowej Kasy Oszczędności w Nadwórnej a także od 1895 prezes nadwórniańskiego oddziału Galicyjskiego Towarzystwa Gospodarskiego.
Aktywny politycznie, był działaczem ruchu staroruskiego i członkiem Ruskiej Narodnej Partii (RNP). Członek Towarzystwa im. Mychajła Kaczkowskiego. Reprezentował w niej kierunek antynacjonalistyczny, był zwolennikiem porozumienia z rządem i Polakami, w duchu kompromisu wypracowanego przez arcybiskupa Sylwestra Sembratowicza oraz namiestnika Kazimierza Badeniego,
Poseł do Sejmu Krajowego Galicji III kadencji (20 sierpnia 1870 – 26 kwietnia 1876), IV kadencji (8 sierpnia 1877 – 21 października 1882), V kadencji (15 września 1883 – 26 stycznia 1889), VI kadencji (10 października 1889 – 17 lutego 1894), VII kadencji (28 grudnia 1895 – 9 lipca 1901), VIII kadencji (28 grudnia 1901 – 12 października 1907),  Był wybierany w kurii IV (gmin wiejskich) obwodu Stanisławów, z okręgu wyborczego Nr 31 Nadwórna-Delatyn. Na terenie Sejmu działał w licznych komisjach, kilkakrotnie im przewodnicząc. W 1872 był Sekretarzem Izby.
Był także posłem do austriackiej Rady Państwa VII kadencji (28 września 1885 – 23 stycznia 1891), VIII kadencji (13 kwietnia 1891 – 22 stycznia 1897), IX kadencji (6 kwietnia 1897 – 7 września 1900), X kadencji (4 czerwca 1901 – 30 stycznia 1907). Był wybierany w kurii IV (gmin wiejskich) w okręgu wyborczym nr 22 (Stanisławów-Halicz-Bohorodczany-Sołotwina-Tłumacz-Tyśmienica-Ottynia-Nadwórna-Delatyn). Dzięki poparciu Sembratowicza i administracji rządowej zwyciężał w wyborach przeciwko kandydatom Centralnego Ruskiego Komitetu Wyborczego, w 1897 jego konkurentem był Julian Romanczuk. w 1900 Józef Karanowicz (ukraiński narodowy demokrata) oraz radykał Iwan Borodajkiewicz. W parlamencie austriackim w latach 1885–1897 był członkiem Klubu Ruskiego, przez pewien czas jego prezesem (1894-1897). Następnie należał Słowiańskiego Chrześcijańskiego Stowarzyszenia Narodowego (1897–1901), Centrum Słowiańskiego (1901–1902) i Stowarzyszenia Słowiańskiego (1902–1907). Działał także w kilku komisjach, występując w obronie interesów gospodarczych i oświatowych Galicji Wschodniej oraz Cerkwi greckokatolickiej, szczególnie diecezji stanisławowskiej.
Od 1907 z powodu podeszłego wieku ograniczył swą działalność publiczną. Po śmierci pochowany w Nadwórnej.

## Odznaczenia i wyróżnienia
Odznaczony Orderem Korony Żelaznej kl. III, honorowy obywatel Nadwórnej.

## Rodzina
Urodził się w rodzinie duchownego greckokatolickiego, był synem Iwana Mandyczewskiego, proboszcza w Peczeniżynie.